# Cadlina scabriuscula
Cadlina scabriuscula är en snäckart som först beskrevs av Bergh 1890.  Cadlina scabriuscula ingår i släktet Cadlina och familjen Chromodorididae. Inga underarter finns listade i Catalogue of Life.